# Yang Wencong
Yang Wencong ou Yang Wen-Ts'ong ou Yang Wên-Ts'ung, surnom: Longyu est un peintre chinois du XVIIe siècle, originaire de la province du Guizhou. Il est né en 1597 et mort en 1645 ou 1646, son activité se situe principalement à Nankin.

## Biographie
Yang Wencong est un peintre de paysages, de fleurs, dessinateur, lettré et calligraphe. Inspecteur militaire et censeur à Nankin, sous les ordres du prince Fuwang des Ming, puis chargé de l'administration de la défense de Chuzhou (subdivision administrative de la province du Jiangsu). Il est finalement fait prisonnier par les Mandchous, à la chute de la dynastie Ming et se suicide à Puzheng. Il fait partie des Neuf amis de la peinture et l'on dit qu'il se situe quelque part en Juran et Hui Chong, capable d'allier les meilleures caractéristiques de Huang Gongwang et de Ni Zan. Cependant, quand il devient administrateur chargé de l'éducation de Huating, il fait la connaissance de Dong Qichang qui l'influence énormément. Il peint des paysages, des bambous et des orchidées.
Si Yang Wencong subit l'influence de ses maîtres, il l'exerce pour sa part envers les nouvelles générations et notamment envers Lan Ying.

## Musées
- New York: (Metropolitan Museum of Art):
  - Paysage d'automne, daté 1635 et signé.
- Pékin (Mus. du Palais):
  - Village des Immortels, daté 1642, couleur sur papier, rouleau en hauteur.
  - Épidendrons et bambous, poème du peintre.
- Shanghai:
  - Deux touffes d'épidendrons et un bambou, inscription du peintre, encre sur soie.
- Taipei (Nat. Palace Mus.):
  - Bambous et épidendrons, daté 1638, signé.